# سيدريك ودارد
سيدريك ودارد (بالإنجليزية: Cedric Woodard)‏ هو لاعب كرة قدم أمريكية أمريكي، ولد في 5 سبتمبر 1977 في باي سيتي في الولايات المتحدة.

## وصلات خارجية
- سيدريك ودارد على موقع مرجع كرة القدم المحترفة.كوم (الإنجليزية)